# Olešnice (Bouzov)
Olešnice je vesnice v okrese Olomouc, část obce Bouzov.

## Historie
Název znamená vodu protékající mezi olšemi. Lidé dříve užívali název pouze v množném čísle – v Olešnicích, resp. na Olešnicích. Množné číslo je místními používáno dodnes. Poprvé je Olešnice zmiňována v dějinách bouzovského panství roku 1358, kdy ji Beneš z Búzova-Vildenberka koupil od Dětřicha řečeného z Pateřína.
Na jihovýchodě osady se nacházel panský dvůr. Ten byl v roce 1770 dědičně pronajat. Tehdy vznikly části obce u Chaloupek a u Vápenic, když pozemky dvora byly rozprodány jednotlivcům. Ze samostatného dvora vznikla v pozdějších letech hospoda. Obec byla přiškolena k Bouzovu, od roku 1802 do osady Hvozdečko. Na obecní pečeti z roku 1850 jsou uprostřed vyobrazeny kosa, srp a hrábě a kolem nápis „Obecní pečeť Wolessnic L. P. 1850“.
V roce 1914 byla vesnice elektrifikována. Místní hasičský sbor byl založen v roce 1934. Stará hasičská zbrojnice byla v roce 1997 nahrazena novou, která je součástí obecní budovy, ve které je současně umístěna i prodejna smíšeného zboží, klubovna a zázemí pro TJ Sokol. V roce 2000 bylo vybudováno fotbalové hřiště. Ve vesnici byla také provedena zčásti kanalizace a plynofikace. Ve vesnici se také nachází Pony Klub Olešnice. 

## Obyvatelstvo

### Struktura
Vývoj počtu obyvatel za celou obec i  za jeho jednotlivé části uvádí tabulka níže, ve které se zobrazuje i příslušnost jednotlivých částí k obci či následné odtržení. 
| Místní části   | Místní části  | 1869 | 1880 | 1890 | 1900 | 1910 | 1921 | 1930 | 1950 | 1961 | 1970 | 1980 | 1991 | 2001 | 2011 |
| -------------- | ------------- | ---- | ---- | ---- | ---- | ---- | ---- | ---- | ---- | ---- | ---- | ---- | ---- | ---- | ---- |
| Počet obyvatel | část Olešnice | 343  | 324  | 317  | 346  | 323  | 299  | 264  | 178  | 215  | 196  | 167  | 143  | 149  | 132  |
| Počet domů     | část Olešnice | 47   | 49   | 50   | 50   | 51   | 52   | 54   | 54   | -    | 49   | 42   | 54   | 54   | 55   |